# Heleniella
Heleniella is een muggengeslacht uit de familie van de Dansmuggen (Chironomidae).

## Soorten
- H. curtistila Saether, 1969
- H. dorieri Serra-Tosio, 1967
- H. extrema Albu, 1972
- H. hirta Saether, 1969
- H. ornaticollis (Edwards, 1929)
- H. parva Saether, 1985
- H. serratosioi Ringe, 1976